# Mini Mundi
Mini Mundi er en forlystelsespark i Middelburg, hovedbyen i den nederlandske provins Zeeland. Parken omfatter miniatureparken Miniatuur Walcheren med en række modeller af byer og landskaber fra halvøen Walcheren. Dertil kommer nogle forlystelser for børn og et indendørs legeland.
Miniatuur Walcheren blev oprindeligt indviet af dronning Juliana 25. juli 1954. Forud for åbningen havde 600 frivillige brugt mere end 90.000 timer på parken med dens modeller, der alle blev opført i størrelsesforholdet 1:20. I forbindelse med projektet blev der desuden afholdt en konkurrence, hvor førstepladsen gik til en model af Slot ter Hoge fra Middelburg, andenpladsen til kirken i Veere og trediepladsen til vandtårnet i Vlissingen. Oprindeligt var det meningen, at parken kun skulle have været åben i tre måneder, men den blev en succes og følgelig permanent. I 1980'erne blev de vedligeholdelseskrævende modeller af træ efterhånden udskiftet med modeller med polyester, der er mere vejrbestandige.
Miniatuur Walcheren blev senere flyttet fra midten af Middelburg til forlystelsesparken Mini Mundi, der åbnede 15. maj 2009. I den nuværende udgave er der modeller fra 18 forskellige byer, herunder mange kendte bygninger fra Middelburg og Vlissingen.